# Ischnura cardinalis
Ischnura cardinalis är en trollsländeart som beskrevs av Douglas E. Kimmins 1929. Ischnura cardinalis ingår i släktet Ischnura och familjen dammflicksländor. Inga underarter finns listade i Catalogue of Life.